# Америка (журнал)
«Америка. Иллюстрированный журнал» (Amerika) — популярный иллюстрированный ежемесячник на русском языке, издавался в США в 1946—1948 и c 1956 по 1994 год (в котором вышло 9 номеров).

## История
Создан по инициативе американского посольства в Москве отчасти на фоне большого успеха английской печатной пропаганды в СССР в годы Второй мировой войны (газеты «Британский союзник» и журнала «Британская хроника»). Весной 1944 года было получено согласие НКИД на распространение 10 тысяч экземпляров журнала раз в 1-2 месяца при условии предварительной советской цензуры, а в апреле 1945 вышел первый номер «Америки». В его анализе для руководства специалисты ЦК ВКП(б) отмечали, что «прекрасные иллюстрации», «простое увлекательное изложение» «усиливают пропагандистскую силу» этого журнала, подлинная цель которого «состоит исключительно в пропаганде роли и значения США в этой войне, американских традиций и институтов».
В предисловии редакции к первому номеру журнала было сказано:

Настоящим номером мы начинаем издание нового ежемесячного журнала, замысел которого в том. чтобы советский читатель мог видеть отражённую в нём многостороннюю американскую жизнь.

Журнал этот рассказывает и будет рассказывать об американском народе — о том, как американцы живут, работают, развлекаются. Их настроения и желания, их заботы и стремления, а также минуты их отдыха и досуга — всё это мы попытаемся запечатлеть на страницах журнала.

Соединённые Штаты — огромная страна с разнообразными географическими и климатическими условиями, с бесчисленными местными особенностями в обычаях, — и этим они очень похожи на Советский Союз. Мы постараемся — как словом, так и иллюстрациями — показать все эти особенности, и, наряду с ними, те об’единяющие черты, которые придают единство тому, что составляет Америку.

Мы попытаемся показать, что американцы думают и делают, что они читают и о чём говорят. В этом и следующих номерах „Америки“ читатель найдёт многие статьи, перепечатанные из наиболее распространённых, читаемых миллионами американцев, журналов.

В очерке, начинающемся на соседней странице, мы даём калейдоскопическую картину Америки нынешнего дня, касаясь очень бегло целого ряда вопросов, из которых многие будут предметом более крупных статей или фотоочерков в следующих номерах журнала.

Наука и искусство, промышленность и труд, культура и техника, работа и досуг, — все найдет своё место в этом журнале. Но о чём бы мы ни говорили, чего бы ни касались, тема нашего рассказа будет всегда одна и та же: американский народ.

Одним словом, мы постараемся дать советскому читателю полную картину Соединённых Штатов сегодня — картину вечно меняющуюся, и, мы в этом уверены, — неизменно интересную.
В условиях сотрудничества «Большой тройки» в годы Второй мировой войны и начала послевоенного урегулирования советские власти не только терпели его ограниченное распространение (большая часть тиража строго регламентированно распределялась среди партийно-государственного «актива» страны, а остальная шла в розничную продажу), но и согласились на увеличение с 1 июня 1946 года тиража «Америки» до 50 тыс. экз. (журнал, как убеждал руководство МИД СССР посол США Уолтер Беделл Смит, «представляет собой настолько безопасную пропаганду, что Советскому Союзу нечего её бояться»).
В своих внутренних оценках американцы относились к журналу гораздо серьёзнее, рассматривая его как «единственный клочок территории, отвоёванной американской прессой в СССР». «На основе информации из разных источников, — сообщалось в депеше американского посла из Москвы в начале 1946 года, — посольство убеждено, что на тех русских, до которых „Америка“ доходит, журнал производит очень сильное впечатление», особенно его иллюстрации: «любой фоторазворот с изображением американской школы, маленького городка или даже обычной американской кухни драматизирует для советских читателей тот факт, что, вопреки всем утверждениям их собственной пропаганды, мы имеем более высокий уровень жизни и культуры».
Отслеживая распространение «Америки» в Москве и других городах, посольство сообщало об огромном спросе на журнал, цена которого на чёрном рынке, по его сведениям, приближалась к американской, то есть была довольно высокой для советского гражданина. По мере эскалации холодной войны терпимость советских властей по отношению к журналу быстро иссякала. Уже в конце 1946 года Управление пропаганды и агитации ЦК ВКП(б) в докладной А. А. Жданову нашло выход из положения: «Если не представляется возможным запретить ввоз этого журнала, то не менее 40 тыс. экз. каждого номера следовало бы оставлять нереализованными» (то есть уничтожать), а образующийся при этом убыток для «Союзпечати» (составивший в 1947 1,92 млн руб., которые подлежали выплате посольству США) покрывать за счёт госбюджета. Однако, судя по архивным документам, это предложение принято не было. Сохранились обязательные экземпляры для библиотек, для руководства страны, МГБ и немногочисленных подписчиков (в основном сотрудников посольств стран Запада).
Одновременно в советской печати была развёрнута кампания по дискредитации журнала как «крикливой рекламы» и как средства «печатной дезинформации читателя» (посольство США со своей стороны усмотрело в этих нападках «ободряющий признак того, что „Америка“ проникает в сознание советской интеллигенции слишком глубоко, чтобы партия могла продолжать сохранять спокойствие»). Бывшая сотрудница посольства США в Москве Анабелль Бюкар, принявшая решение о невозвращении в США и опубликовавшая в СССР книгу «Правда об американских дипломатах» (1949), с явной подсказки советских спецслужб писала: «В посольстве прекрасно знают, но тщательно скрывают от общественного мнения США тот факт, что журнал „Америка“ не читается широкими массами Советского Союза и что те лица, которые читают этот журнал, высказывают своё пренебрежение к нему… Этот журнал не может обмануть советских читателей, так же, как не может и нравиться им. Русские не любят, когда их нагло обманывают». Практика негласного уничтожения и «номенклатурного распространения» «Америки» сохранилась и в последующие годы, что не было секретом для американской стороны, которая довольствовалась тем, что был «заполучен выход на небольшую, но влиятельную часть советской аудитории» (из отчёта посольства в Москве в 1946 году).
С 1947 по 1956 год журнал издавался под названием «Америка» и отправлялся в СССР. Адресом редакции был указан адрес посольства США в Москве. Дата издания не указывалась, только номер. В 1952 году США прекратили издание «Америки» и распространение информационного бюллетеня «СССР» (с 1965 года — «Soviet Life», а с 1993 года — «Russian Life») в своей стране в знак протеста против неравных условий их распространения. В 1956 году руководство СССР приняло решение о возобновлении распространения журнала «Америка», но попросило издателя начать нумерацию заново, с № 1 (чтобы избежать вопросов, почему сразу номер 124 и где предыдущие 123 номера). Тираж составлял 50 тыс. экз. Известно, что по крайней мере в 1972 году тираж печатался в типографии в Бейруте, оттуда доставлялся морем в Югославию.
Практика советских властей в отношении журнала не изменилась, за исключением принятия ещё более активных контрпропагандистских мер. «Чтобы нейтрализовать воздействие журнала „Америка“, — говорилось в специальном закрытом письме ЦК КПСС по этому вопросу в конце 1950-х, — партийные организации должны умело поставить контрпропаганду, обеспечить, чтобы в печати, по радио, в докладах, лекциях, беседах чаще давались материалы, разоблачающие „американский образ жизни“, „американскую демократию“, чтобы без ссылок на журнал „Америка“ умело опровергались цифры и факты, приводимые в нём».
Ограничения на распространение «Америка» в СССР были сняты во второй половине 1980-х, в период перестройки, и журнал стал свободно продаваться в киосках периодической печати. В 1994 году он прекратил своё существование по причине финансовых трудностей. Издание журнала временно возобновилось в 2000 году по инициативе Американской торговой палаты в России. Главным редактором журнала стал политик Константин Боровой.
Как отмечал журналист Владимир Гурболиков: «Это был журнал, в первую очередь, о людях, о жизни, культуре. Но прежде всего, именно о людях: почти все публикации, даже иллюстрирующие устройство политической жизни или социальной системы в Соединенных Штатах, делались на примере какого-то конкретного человека или семьи: фермеров, жителей маленького городка, студентки университета и так далее. И ещё одной особенностью был подход к иллюстрированию. Для иллюстраций, во-первых, не жалели места. А во-вторых, просто мастерски работали в жанре фотоистории».